# Nieuw-Zeeland op de Olympische Winterspelen 1972
Tijdens de Olympische Winterspelen van 1972, die in Sapporo (Japan) werden gehouden, nam Nieuw-Zeeland voor de vierde keer deel.

## Deelnemers en resultaten

### Alpineskiën
| Olympiër        | Discipline       | Resultaat | Prestatie                        |
| --------------- | ---------------- | --------- | -------------------------------- |
| Ross Ewington   | afdaling (m)     | 49e       | 2.04,75 (+13,32)                 |
| Ross Ewington   | reuzenslalom (m) | dq        | diskwalificatie                  |
| Ross Ewington   | slalom (m)       | dnf       | opgave                           |
| Chris Womersley | afdaling (m)     | 41e       | 2.02,24 (+10,81)                 |
| Chris Womersley | reuzenslalom (m) | 35e       | 3.30,43 (+20,81) 1.41,65+1.48,78 |
| Chris Womersley | slalom (m)       | dnf       | opgave                           |

Argentinië · Australië · België · Bondsrepubliek Duitsland · Bulgarije · Canada · Duitse Democratische Republiek · Filipijnen · Finland · Frankrijk · Griekenland · Groot-Brittannië · Hongarije · Iran · Italië · Japan · Joegoslavië · Libanon · Liechtenstein · Mongolië · Nederland · Nieuw-Zeeland · Noord-Korea · Noorwegen · Oostenrijk · Polen · Roemenië · Sovjet-Unie · Spanje · Taiwan · Tsjecho-Slowakije · Verenigde Staten · Zuid-Korea · Zweden · Zwitserland